# Menodoropsis
Menodoropsis  é um gênero botânico da família Oleaceae

## Espécies
- Menodoropsis longiflora

## Nome e referências
Menodoropsis A. Gray, 1903